# Awiżańce
Awiżańce (lit. Avižieniai) − wieś na Litwie, zamieszkana przez 265 ludzi, w rejonie łoździejskim, 9 km na południowy zachód od Serejów.
W tej miejscowości 29 lipca 1895 r. urodził się pułkownik Jerzy Jan Jastrzębski pierwszy i najstarszy stopniem żołnierz polski poległy w Bitwie o Monte Cassino.
Wieś duchowna położona była w końcu XVIII wieku w powiecie grodzieńskim województwa trockiego.